# Nina Kracherowa
Nina Kracherowa (ur. 16 kwietnia 1929 w Markowicach, zm. 11 lutego 1993) – polska pisarka, przedstawicielka małego realizmu.
Ukończyła Liceum Ogólnokształcące. W 1959 roku debiutowała jako prozaik na łamach tygodnika "Życie Literackie". Była długoletnią redaktorką tygodnika "Trybuna Opolska".

## Twórczość
- O północy (opowiadania)
- Naprzeciw Astrei (powieść)
- Progi (powieść)
- Ziemia raciborska (monografia)
- Karczma – życie (powieść)
- "Partyzant moralności" (biografia)